# Finn Henriksen (filminstruktør)
 For alternative betydninger, se Finn Henriksen. (Se også artikler, som begynder med Finn Henriksen)
Finn Henriksen (født 29. januar 1933 i Randers, død 6. december 2008) var en dansk filminstruktør, producer, manuskriptforfatter og skuespiller, der bl.a. stod bag filmen Piger i trøjen og dens to efterfølgere, samt Jydekompagniet og Jydekompagniet 3.

## Filmografi

### Film
- Forelsket i København (1960), instruktør og manuskriptforfatter
- Prinsesse for en dag (1962), instruktør og manuskriptforfatter
- Frøken April (1963), instruktør og manuskriptforfatter
- Bussen (1963), instruktør
- Paradis retur (1964), producer
- Norden i flammer (1965), instruktør og manuskriptforfatter
- Flådens friske fyre (1965), instruktør
- Pigen og greven (1966), instruktør og manuskriptforfatter
- Min kones ferie (1967), manuskriptforfatter
- Far laver sovsen (1967), instruktør og manuskriptforfatter
- Midt i en jazztid (1969), filmklipper
- Helle for Lykke (1969), instruktør og manuskriptforfatter
- Mazurka på sengekanten (1970), producer
- Porno pop (1971), filmklipper
- Hvorfor gør de det? (1971), filmklipper
- Christa (1971), filmklipper
- Tandlæge på sengekanten (1971), manuskriptforfatter og producer
- Rektor på sengekanten (1972), manuskriptforfatter og producer
- Motorvej på sengekanten (1972), manuskriptforfatter og producer
- Fætrene på Torndal (1973), manuskriptforfatter og producer
- Pigen og drømmeslottet (1974), instruktør og manuskriptforfatter
- Familien Gyldenkål (1975), filmklipper
- Piger i trøjen (1975), instruktør og manuskriptforfatter
- Hopla på sengekanten (1976), filmklipper
- Piger i trøjen 2 (1976), instruktør og manuskriptforfatter
- Julefrokosten (1976), instruktør, filmklipper og manuskriptforfatter
- Piger til søs (1977), instruktør og manuskriptforfatter
- Alt på et bræt (1977), filmklipper
- Familien Gyldenkål vinder valget (1977), filmklipper
- Fængslende feriedage (1978), instruktør og manuskriptforfatter
- Olsen-banden overgiver sig aldrig (1979), filmklipper
- Attentat (1980), producer
- Olsen-bandens flugt over plankeværket (1981), filmklipper
- Olsen-banden over alle bjerge (1981), filmklipper
- Kidnapning (1982), filmklipper
- Midt om natten (1984), filmklipper
- Babettes Gæstebud (1987), filmklipper
- Jydekompagniet (1988), instruktør, filmklipper
- Jydekompagniet 3 (1989), instruktør, filmklipper og manuskriptforfatter

### TV
- Det drejer sig om - (1969)
  - - De Gode Gamle Dage (1969), instruktør
- Matador (1978), filmklipper
- Een stor familie (1982), filmklipper
- Jul på slottet (1986), instruktør
- Morten Korch - Ved stillebækken (1999), instruktør